# Eneco
Eneco est une société néerlandaise spécialisée dans les domaines de la distribution d'électricité et de gaz ainsi que dans la production d'énergie verte. Elle dispose en 2019 de 4,9 gigawatts de capacités de production et compte près de 6 millions de clients répartis aux Pays-Bas, en Belgique, en Allemagne et au Royaume-Uni.

## Activités
Eneco annonce 2,2 millions de clients fin 2015, répartis aux Pays-Bas, en Belgique, en Allemagne, en France et au Royaume-Uni, plus de 7000 employés, 4,3 milliards d'euros de chiffre d'affaires, 1 919 MW de puissance installée en énergies renouvelables, fournissant 25 % de sa production, dont 1 700 MW d'éolien, 142 MW de biomasse et 76 MWc de solaire. Ses actionnaires sont les 53 municipalités néerlandaises.
En 2019, Eneco dispose de 4,9 gigawatts de capacités de production, et fournit 6 millions d'utilisateurs aux Pays-Bas, en Allemagne, en Belgique et au Royaume-Uni.

## Histoire
En 2017, afin de se conformer à la loi Independent Grid Administration Act qui impose la séparation des activités de réseau des autres activités des compagnies énergétiques (production, fourniture ou commercialisation), Eneco Holding NV a créé deux filiales : Eneco Group pour la production d'énergie renouvelable et Stedin Group pour les activités de réseau.
Eneco vend son activité solaire en France à Albioma en 2018.
Eneco, propriété des 53 municipalités néerlandaises, est en cours de privatisation début 2019. Shell a officiellement déclaré son intérêt en janvier, en association avec le fonds de pension néerlandais PGGM ; Total, Engie, le financier australien Macquarie et d'autres fonds d'investissement envisagent de déposer une offre. Outre ses activités de distribution d'électricité et de gaz, Eneco dispose de 3 gigawatts de capacités de production, dont 2 d'origine renouvelable (éolien, solaire, biomasse), et a dégagé un chiffre d'affaires de 3,3 milliards d'euros en 2017, en hausse de 22 %.
Le processus de mise aux enchères a duré un an et s'est terminé en novembre 2019 par l'attribution d'Eneco au consortium japonais composé du conglomérat Mitsubishi et du fournisseur d’électricité Chubu, pour 4,1 milliards d’euros. Mitsubishi devient le nouvel actionnaire majoritaire avec 80 % des actions, Chubu en recevant 20 %. Dès le 25 mars 2020, Mitsubishi (80%) et Chubu Electric Power Co (20%) sont devenus les propriétaires de Eneco.

## En Belgique
Eneco Belgique est la filiale d'Eneco pour le marché belge. La maison-mère est active aux Pays-Bas et en Belgique. Eneco Belgique est le plus gros producteur d'électricité à avoir opté à 100 % pour les énergies renouvelables et le gaz. Eneco Belgique compte produire son énergie destinée à ses 315 000 clients belges uniquement en Belgique d'ici à 2016. Déjà 43 % des besoins des clients belges y sont produits. Eneco est le premier fournisseur d'énergie au monde à s'être allié avec le WWF[source insuffisante] en 2010. En juillet 2017, Eneco a racheté le portefeuille clients d’Eni Belgium. Grâce à cela, il est devenu le troisième plus gros acteur sur le marché belge.

### Histoire
En 2003, le groupe néerlandais Eneco commence à investir en Belgique. Le 23 mars 2011, un communiqué de presse annonce qu'Eneco se lance sur les marchés wallon et flamand pour les PME et pour les particuliers. En avril 2014, Eneco acquiert Prosolar, une société de production d'énergie solaire. Grâce à cette reprise, la production d'énergie solaire en Belgique croît et le groupe prend alors la deuxième place des plus grands producteurs d’énergie solaire en Belgique[source insuffisante]. En 2014, Eneco lance le projet EneCO2 Zero avec comme objectif de réduire ses propres émissions de CO2. Eneco encourage chacun de ses employés à se rendre au travail de manière durable au moins seize fois par an[source insuffisante].

### Parcs de production
Eneco dispose d'éoliennes et de panneaux solaires dans toute la Belgique : 75 éoliennes réparties dans 12 parcs (10 en Wallonie et 2 en Flandre)[source insuffisante] et 73 873 panneaux répartis en parcs uniquement en Flandre[source insuffisante]. Eneco utilise la production de centrales au gaz à cycle combiné (Combined Cycle gaz Turbine) qui présentent une bonne efficacité et qui produisent également de la chaleur. La plus grande de ces centrales se trouve dans le port de Rotterdam.